# Pavao Štoos

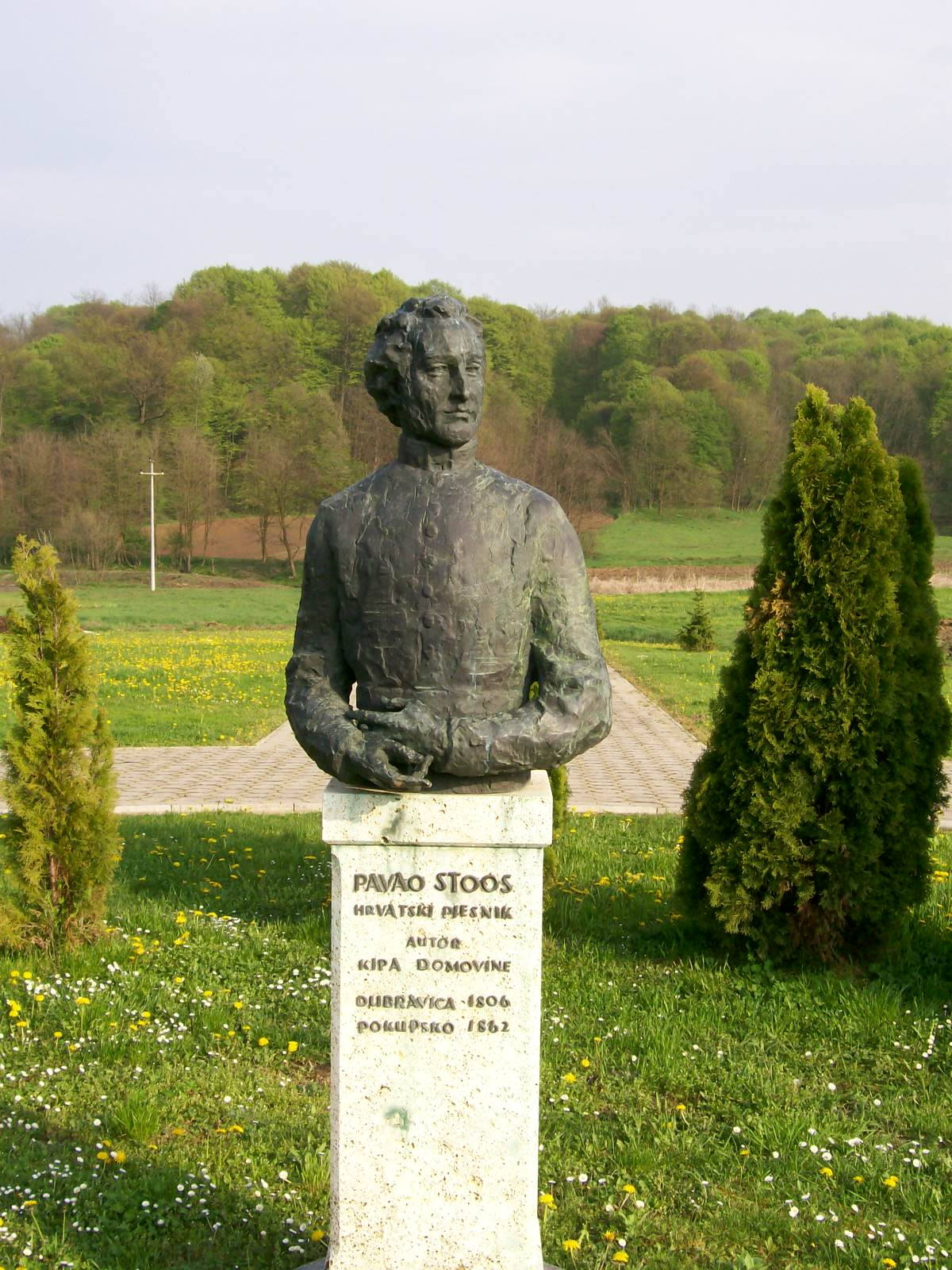
Büste von Štoos in der kroatischen Grenzstadt Dubravica

Pavao Štoos (* 10. Dezember 1806 in Dubravica bei Zaprešić; † 30. März 1862 in Pokupsko) war ein kroatischer Dichter, Priester und eine der bedeutendsten Personen der Illyrischen Bewegung in Kroatien.

## Leben
Štoos verließ sein Elternhaus in 1821 und zog nach Zagreb um, wo er sieben Jahre lang das Gymnasium besuchte. Er war einer der besten Schüler und studierte später Theologie. Nach dem erfolgreichen Studium wurde er zum Priester geweiht (1833). Ab 1842 war er als Pfarrer in Pokupsko tätig, aber bald nachdem er 1862 zum Kanoniker in Zagreb gewählt wurde, starb Štoos in Pokupsko. Dort wurde er auch beerdigt, doch seine sterblichen Überreste wurden 1936 an den Zagreber Friedhof Mirogoj überführt.

## Werke
Zu seinen bekanntesten Gedichten gehören Kip domovine vu početku leta 1831 (dt.: Bild der Heimat am Anfang des Jahres 1831) und Poziv u kolo Ilirsko (dt.: Der Aufruf in den illyrischen Reigen). Er war Mitarbeiter bei Ljudevit Gajs einflussreicher Zeitschrift Danica und außerdem auch als Verleger und Musiker aktiv. In seinen Werken schrieb er pessimistisch über die politische und kulturelle Situation in Kroatien, vor allem über die systematische Unterdrückung und Entfremdung des kroatischen Volkes (vre i svoj jezik zabit Horvati hote ter drugi narod postati, dt.: jetzt wollen die Kroaten ihre Sprache vergessen und ein anderes Volk werden).